# Ximena Escalera
Ximena Escalera (nascida a 6 de janeiro de 1980) é uma nadadora boliviana. Ela competiu nos 100 metros costas femininos nos Jogos Olímpicos de Verão de 1996.